# 于伟丽
于伟丽（1983年6月24日—），香港女子举重运动员。2005年移居香港居住。

## 簡歷
2006年，于偉麗在多哈亞運歷史性在女子53公斤級舉重比賽中贏得銅牌，成為第一位在亞運舉重比賽中贏得獎牌的香港運動員。
2008年，于偉麗因居港未滿7年而未能獲代表香港出戰奧運的資格。
2009年，于偉麗在香港舉行的東亞運動會女子53公斤級舉重比賽中，以總成績199公斤贏得一面銅牌。
2010年，在广州亚运会53公斤级举重比赛中以197千克的成绩获得第五名。
2012年，于偉麗代表香港參加2012年夏季奧林匹克運動會，在女子53公斤級舉重比賽中以总成绩195公斤，取得第9名。她在抓舉成功試舉86及90公斤；而挺舉方面，她在第一次試舉105公斤成功，但其後兩次試舉110公斤都失敗。